# Grand Prix Formule 1 van Italië 1950
De Grand Prix Formule 1 van Italië 1950 werd gehouden op 3 september op het Autodromo Nazionale Monza in Monza. Het was de zevende en laatste race van het seizoen.

## Uitslag
| Pos. | Nr. | Coureur                          | Constructeur   | Rondes | Tijd / Oorzaak uitval | Grid | Punten |
| ---- | --- | -------------------------------- | -------------- | ------ | --------------------- | ---- | ------ |
| 1    | 10  | Nino Farina                      | Alfa Romeo     | 80     | 2:51:17.4             | 3    | 8      |
| 2    | 48  | Dorino Serafini Alberto Ascari   | Ferrari        | 80     | + 1:18.6              | 6    | 3      |
| 3    | 36  | Luigi Fagioli                    | Alfa Romeo     | 80     | + 1:35.6              | 5    | 4      |
| 4    | 58  | Louis Rosier                     | Talbot         | 75     | + 5 Rondes            | 13   | 3      |
| 5    | 24  | Philippe Étancelin               | Talbot         | 75     | + 5 Rondes            | 16   | 2      |
| 6    | 38  | Toulo de Graffenried             | Maserati       | 72     | + 8 Rondes            | 17   |        |
| 7    | 8   | Peter Whitehead (coureur)        | Ferrari        | 72     | + 8 Rondes            | 18   |        |
| DNF  | 50  | David Murray                     | Maserati       | 56     | Versnellingsbak       | 24   |        |
| DNF  | 32  | Cuth Harrison                    | ERA            | 51     | Radiator              | 21   |        |
| DNF  | 12  | Raymond Sommer                   | Talbot         | 48     | Versnellingsbak       | 8    |        |
| DNF  | 40  | Guy Mairesse                     | Talbot         | 42     | Oliepijp              | 11   |        |
| DNF  | 4   | Franco Rol                       | Maserati       | 39     | Opgave                | 9    |        |
| DNF  | 60  | Piero Taruffi Juan Manuel Fangio | Alfa Romeo     | 34     | Motor                 | 7    |        |
| DNF  | 56  | Pierre Levegh                    | Talbot         | 29     | Versnellingsbak       | 20   |        |
| DNF  | 18  | Juan Manuel Fangio               | Alfa Romeo     | 23     | Versnellingsbak       | 1    | 1S     |
| DNF  | 2   | Johnny Claes                     | Talbot         | 22     | Oververhitting        | 22   |        |
| DNF  | 16  | Alberto Ascari                   | Ferrari        | 21     | Motor                 | 2    |        |
| DNF  | 22  | Clemente Biondetti               | Ferrari-Jaguar | 17     | Motor                 | 25   |        |
| DNF  | 64  | Henri Louveau                    | Talbot         | 16     | Remmen                | 16   |        |
| DNF  | 62  | Franco Comotti                   | Maserati       | 15     | Opgave                | 26   |        |
| DNF  | 42  | Maurice Trintignant              | Simca-Gordini  | 13     | Waterpijp             | 12   |        |
| DNF  | 6   | Louis Chiron                     | Maserati       | 13     | Oliedruk              | 19   |        |
| DNF  | 46  | Consalvo Sanesi                  | Alfa Romeo     | 11     | Motor                 | 4    |        |
| DNF  | 44  | Robert Manzon                    | Simca-Gordini  | 7      | Transmissie           | 10   |        |
| DNF  | 30  | Prince Bira                      | Maserati       | 1      | Motor                 | 15   |        |
| DNF  | 28  | Paul Pietsch                     | Maserati       | 0      | Motor                 | 27   |        |
| DNS  | 52  | Felice Bonetto                   | Maserati       | 0      | Niet gestart          | 23   |        |

## Statistieken
| Pole-position | Juan Manuel Fangio | Alfa Romeo | 1:58.6 |
| Snelste ronde | Juan Manuel Fangio | Alfa Romeo | 2:00.0 |

## Noot
- Dit was het Formule 1-wereldkampioenschapsdebuut voor de Italiaanse coureurs Franco Comotti, Consalvo Sanesi, Dorino Serafini, Piero Taruffi (toekomstig Grand Prix-winnaar) en Clemente Biondetti; voor de Franse coureurs Henri Louveau en Guy Mairesse, en voor de (West-)Duitse coureur Paul Pietsch. Pietsch was daarmee de allereerste Duitse coureur in Formule 1.
- Eerste ronde als raceleider voor Alberto Ascari.
- Eerste podiumplaats voor Dorino Serafini, vijfde podiumplaats voor Luigi Fagioli, en tiende podiumplaats voor een Italiaanse coureur.
- Eerste (en enige) wereldkampioenschap voor Giuseppe Farina en voor een Italiaanse coureur. Giuseppe Farina was de allereerste coureur die zich wereldkampioen in de Formule 1 mocht noemen.

1921 · 1922 · 1923 · 1924 · 1925 · 1926 · 1927 · 1928 · 1931 · 1932 · 1933 · 1934 · 1935 · 1936 · 1937 · 1938 · 1947 · 1948 · 1949 · 1950 · 1951 · 1952 · 1953 · 1954 · 1955 · 1956 · 1957 · 1958 · 1959 · 1960 · 1961 · 1962 · 1963 · 1964 · 1965 · 1966 · 1967 · 1968 · 1969 · 1970 · 1971 · 1972 · 1973 · 1974 · 1975 · 1976 · 1977 · 1978 · 1979 · 1980 · 1981 · 1982 · 1983 · 1984 · 1985 · 1986 · 1987 · 1988 · 1989 · 1990 · 1991 · 1992 · 1993 · 1994 · 1995 · 1996 · 1997 · 1998 · 1999 · 2000 · 2001 · 2002 · 2003 · 2004 · 2005 · 2006 · 2007 · 2008 · 2009 · 2010 · 2011 · 2012 · 2013 · 2014 · 2015 · 2016 · 2017 · 2018 · 2019 · 2020 · 2021 · 2022 · 2023 · 2024 · 2025